# Estação Concepción
A Estação Concepción é uma das estações do Biotrén, situada em Concepción, entre a Estação Lorenzo Arenas, a Estação Chiguayante e a Estação Juan Pablo II. Administrada pela Ferrocarriles del Sur (FESUR), é uma das estações terminais da Linha 2, além de fazer parte da Linha 1.
Foi inaugurada em 2000. Localiza-se no cruzamento da Avenida Padre Alberto Hurtado com a Rua Ramón Freire Poniente. Atende o setor do Barrio Cívico.